# Amiăng trắng
Amiang trắng (tiếng Anh: chrysotile, bắt nguồn từ tiếng Hy Lạp, "chrysos" có nghĩa là vàng và "tilos" có nghĩa là sợi hay còn gọi là " sợi vàng"), là khoáng vật cấu tạo bởi tập hợp các sợi nhỏ, xốp và mềm dẻo. Chúng liên kết theo dạng xoắn ốc tạo thành ống hình trụ, rỗng và có thể uốn cong. Ống rỗng này theo nghiên cứu khoa học có đường kính trong là 30 – 60Å và đường kính ngoài là 300 – 400Å. Tại Việt Nam, người ta thường gọi chrysotile là amiang trắng.
Năm 1877, mỏ amiăng chrysotile lớn nhất ở Canada được phát hiện và ngành công nghiệp khai khoáng chrysotile mới thực sự phát triển trên diện rộng và quy mô lớn.
Với những đặc tính ưu việt như bền, dai, chịu nhiệt, cách điện, cách âm, chịu ma sát và các lực tác động...chrysotile được coi như là nguyên liệu đầu vào hữu ích trong sản xuất hơn 3000 sản phẩm ứng dụng thuộc các lĩnh vực: vật liệu xây dựng, sản phẩm chịu ma sát như má phanh, miếng đệm, các loại vải sợi, quần áo chịu nhiệt, công nghiệp hàng không, công nghiệp dược phẩm...
Hiện nay, chrysotile chiếm 98% sản lượng khai thác và sử dụng amiăng trên toàn thế giới. Đây cũng là sợi duy nhất trong nhóm các sợi amiăng được phép khai thác, xuất, nhập khẩu và sử dụng bởi nhiều quốc gia đã và đang phát triển. Trong khi đó, amiăng nâu và xanh đã hoàn toàn bị cấm sử dụng dưới mọi hình thức trên toàn thế giới do trong quá khứ, điều kiện làm việc tồi tệ và việc sử dụng sợi amiăng không đúng cách như phun, xịt đã gây phát tán bụi trong không khí và đó là nguyên nhân gây ra các bệnh về phổi cho công nhân. Những bệnh nhân mắc bệnh bụi phổi được phát hiện ngày hôm nay chính là kết quả của việc tiếp xúc với amiăng xanh và nâu từ 20 – 40 năm trước.
Hiện nay đang còn 180 quốc gia và vùng lãnh thổ cho phép sử dụng amiăng trắng và các sản phẩm có chứa amiang trắng trong đó có các G7 và G20 như Mỹ, Canada, Liên Bang Nga, Ấn Độ, Trung Quốc và các nước Đông Nam Á.

## Phân loại amiang trắng
Chrysotile là một trong số các sợi có tên gọi chung là amiăng (tiếng Anh là asbestos được chia thành hai nhóm chính: nhóm serpentin và nhóm amphibole. Ngoài việc cùng chung tên thương mại là amiăng thì giữa hai nhóm này hoàn toàn không có bất cứ điểm chung nào về cấu tạo cũng như các đặc tính hoá, lý.
| Nhóm sợi serpentin       | Nhóm sợi amphibol                                          |
| ------------------------ | ---------------------------------------------------------- |
| Chysotile (amiang trắng) | amiang nâu, amiang xanh, Tremolit, Actinolit, Anthophyllit |

## Tính chất hoá lý của sợi chrysotile[4]
Sợi chrysotile với mã số đăng ký CAS 12001 – 29 – 5, có nguồn gốc từ đá serpentin, được phân bố rải rác trên khắp thế giới. Đây là sợi amiang duy nhất được coi là an toàn trong điều kiện sử dụng có kiểm soát. 99% các sản phẩm chứa amiang hiện nay đều là amiang trắng (hay chrysotile). Các loại sợi amiang tên gọi khác đều thuộc nhóm amphibol bao gồm amosit, crocidolit, tremolit, actinolit và anthophyllit với đặc điểm cứng, giòn, có dạng thẳng, nhám, hình kim.

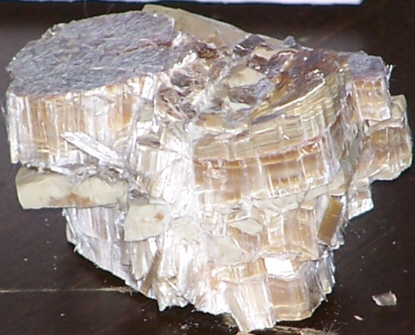
Chrysotile serpentin ở Salt River, Arizona

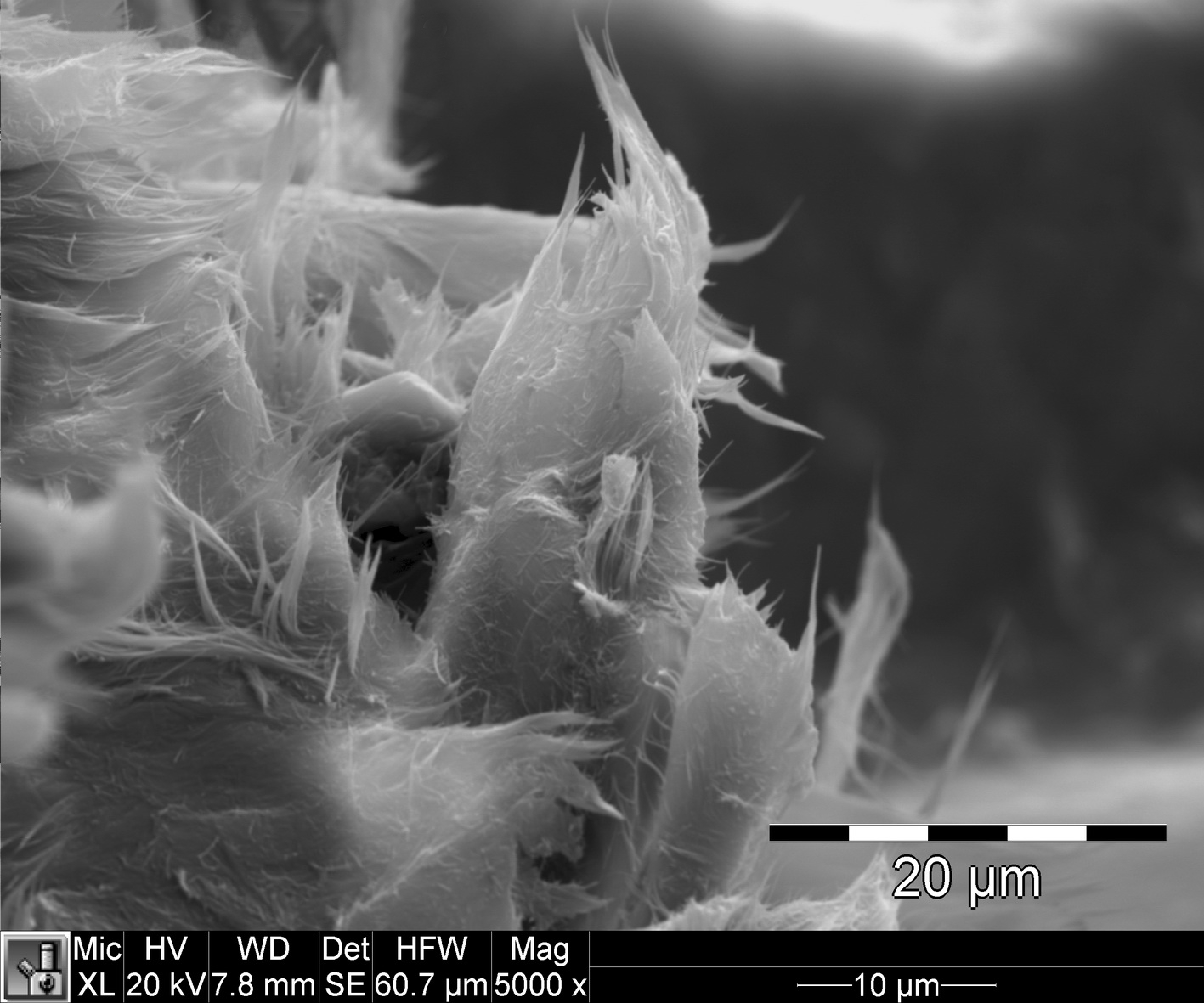
hình ảnh kính hiển vi điện tử quét của sợi amiăng (chrysotile)

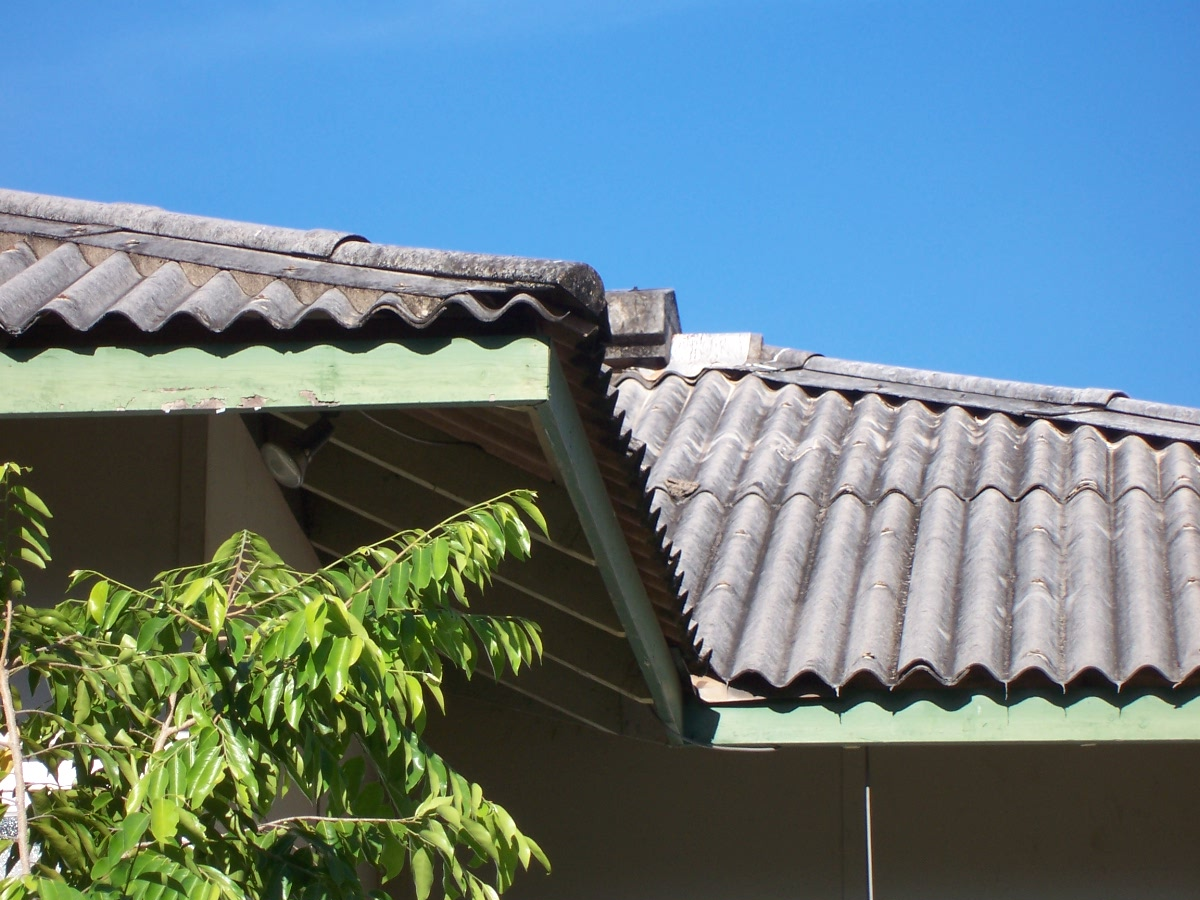
Mái lợp fibrô - xi măng (amiăng-ximăng)

Theo các nhà nghiên cứu khoa học, do đặc điểm cấu tạo, và chu kỳ bán tiêu hủy chậm nên các sợi thuộc nhóm amiang amphibol có thể là nguyên nhân gây ra ung thư và ung thư trung biểu mô.
Công thức hóa học là Mg3(Si2O5)(OH)4. Trọng lượng phân tử - 277,11gm. Trong đó, Magnesi chiếm 26,31%, Silic 20,27%, Hydrô 1,45%, và Oxy 51, 96%. Nếu xét ở dạng oxide thì MgO chiếm 43,63%, SiO2 43, 36% và H2O 13,00%.

## Sử dụng sợi amiang trắng tại Việt Nam
Theo kết quả nghiên cứu, có khoảng 17 điểm quặng amiang được phát hiện tại Việt Nam, phân bố chủ yếu ở khu vực phía Bắc thuộc các tỉnh như Cao Bằng, Hòa Bình, Sơn La, Thanh Hóa và Phú Thọ. Tuy nhiên, đó chỉ là những mỏ nhỏ với trữ lượng quặng từ 10.000 tấn đến khoảng 60.000 tấn. Hầu hết sợi amiang được tìm thấy tại các mỏ có chất lượng kém, sợi ngắn, thô, độ đàn hồi thấp và chủ yếu thuộc nhóm sợi amphibol. Sợi chrysotile chỉ có một lượng rất nhỏ.
Bên cạnh đó công nghệ và điều kiện khai thác cũng là hai yếu tố khiến các mỏ amiang Việt Nam hầu như không có giá trị về thương mại.
Để đáp ứng nhu cầu nguyên liệu đầu vào của ngành công nghiệp sản xuất vật liệu xây dựng và các sản phẩm tiêu dùng, amiang chrysotile ngày nay được nhập khẩu về Việt Nam chủ yếu từ Nga, Kazakhstan, Trung Quốc, Canada, Brazil..
Tại Việt Nam, 90% sản lượng nhập khẩu chrysotile (amiăng trắng) được sử dụng trong sản xuất tấm lợp AC (hay còn gọi là tấm lợp sóng fibro xi măng). 10% còn lại được phối trộn trong sản xuất má phanh xe hạng nặng, vật liệu bảo ôn cho lo hơi, đường ống dẫn hơi nước, quấn áo chống cháy trong ngành cứu hỏa.
Bắt đầu phổ biến tại Việt Nam từ những năm 1963, trong gần 60 năm tồn tại và phát triển, ngành công nghiệp tấm lợp fibro xi măng đã có những đóng góp to lớn cho nền kinh tế đất nước, cung cấp một lượng lớn tấm lợp giá rẻ, chất lượng cao cho các vùng sâu, vùng xa, vùng miền núi hay vùng lũ lụt, đồng thời tạo ra hàng chục ngàn việc làm ổn định cho lao động địa phương.

## Quy định liên quan amiang ở Việt Nam
Amiăng trắng hiện đang được pháp luật Việt Nam cho phép sử dụng có điều kiện tại các văn bản: Luật Hóa chất (Khoản 1, Điều 8 Nghị định số 113/2017/NĐ-CP); Luật số 3/2016/QH13 Luật sửa đổi Điều 6 và phụ lục số 4 về danh mục ngành, nghề kinh doanh có điều kiện của Luật Đầu tư; Luật Chuyển giao công nghệ (Nghị định số 76/2018/NĐ-CP ngày 15/5/2018); Khoản 1, Điều 7 Luật doanh nghiệp số 68/2014/QH13; Điều 32, Nghị định 24a/2016/NĐ-CP về quản lý vật liệu xây dựng; Khoản 12, điều 2, Nghị định 81/2017/NĐ-CP; Khoản 8 Điều 2 Nghị định số 98/2017/NĐ-CP.
Các văn bản chỉ đạo của Thủ tướng Chính phủ: số 7232/VPCP-KGVX ngày 11/07/2017 về đánh giá tình hình sử dụng amiăng trắng trong sản xuất tấm lợp, đề xuất lộ trình dừng sử dụng amiăng trắng phù hợp với việc tìm vật liệu tấm lợp thay thế, đáp ứng yêu cầu và khả năng chi trả của người dân, văn bản số 7772/VPCP-KGVX ngày 16/8/2018 và văn bản số 8604/VPCP-KGVX ngày 08/9/2018.
Theo đó: "Nghiêm cấm việc sử dụng amiăng amfibole (amiăng nâu và xanh) trong sản xuất tấm lợp. Các cơ sở sản xuất tấm lợp sử dụng amiăng chrysotile phải không ngừng đầu tư chiều sâu, hoàn thiện công nghệ bảo đảm nghiêm ngặt các yêu cầu về tiêu chuẩn môi trường và y tế."
Đối mặt với các ý kiến về việc sử dụng amiang trắng và các sản phẩm có chứa amiang trắng, ngày 3/11/2018, Ủy ban Khoa học, Công nghệ và Môi trường của Quốc Hội đã tổ chức Hội nghị giải trình về sử dụng amiăng trắng tại Việt Nam. Sau khi kết thúc hội nghị, Đồng chí Phan Xuân Dũng – Chủ nhiệm UB Khoa học, Công nghệ và Môi trường đã đưa ra kết luận hội nghị giải trình. Theo đó các Bộ Khoa học & Công nghệ, Bộ Y Tế, Bộ Xây dựng cần tiếp tục nghiên cứu có hay không sự nguy hại của amiăng trắng. Khi đề xuất chính sách liên quan đến vấn đề này cần phải thực sự khách quan, khoa học vì một lợi ích chung của nền kinh tế quốc gia dân tộc đặc biệt là vì sức khỏe của người dân. Các cơ quan truyền thông cần đưa tin đầy đủ, trung thực, cả 2 chiều để đảm báo tính chính xác của phiên giải trình. Khi đưa tin phải cân nhắc kỹ lưỡng hậu quả để tránh gây thiệt hại cho người dân, doanh nghiệp, người lao động.
Bên cạnh đó, trong Công văn số 1441/UBKHCNMT14, Ủy ban Khoa học, Công nghệ và Môi trường của Quốc Hội "Đề nghị Ban Tuyên giáo Trung ương, Bộ Thông tin và Truyền thông chỉ đạo hoạt động của một số tổ chức xã hội cần phải tuân thủ đúng theo quy định của pháp luật; chỉ đạo các cơ quan truyền thông tuyên truyền sự việc một cách khách quan để người dân hiểu đúng bản chất sự việc, tránh tuyên truyền thái quá gây hoang mang dư luận, làm ảnh hưởng đến kinh tế và tình hình xã hội trong lúc đất nước đang cần ổn định để phát triển."

## Những lo ngại về sức khỏe
Hiện nay trên thế giới nói chung cũng như Việt Nam nói riêng đang tồn tại song song hai luồng tư tưởng khác nhau về sử dụng sợi chrysotile trong sản xuất các sản phẩm ứng dụng. Mục đích dường như luôn là hai yếu tố: sức khỏe cộng đồng và thương mại. Tuy nhiên không ai có thể phủ nhận rằng chrysotile cũng giống như hàng trăm các sản phẩm khác có thể gây hại cho sức khỏe con người nếu sử dụng sai hoặc sử dụng không có kiểm soát.
Trên thực tế, những rủi ro về sức khoẻ do amiăng gây ra đều bắt nguồn từ việc tiếp xúc với nhóm amphibole nhiều hơn là do nhóm serpentine.
Sau khi thâm nhập vào cơ thể qua đường hô hấp, sợi chrysotile sẽ nằm lại trong phổi từ 0,3 – 11 ngày và bị phân huỷ bởi môi trường acid do các đại thực bào tạo ra. Khi lớp vỏ Magnesi bao quanh sợi chrysotile bị phân huỷ, sợi chrysotile không còn khả năng bảo vệ khỏi các tác động của đại thực bào và nhanh chóng bị đào thải ra khỏi cơ thể. Điều này đã được kiểm chứng qua nhiều cuộc nghiên cứu tại các khu mỏ chỉ khai thác chrysotile.
Ngược lại, do có cấu tạo dạng hình kim dễ dàng thâm nhập vào cơ thể và nằm lại phổi trong một thời gian dài, nhóm sợi amphibole khó bị phân hủy, kích thích việc tạo thành các u, bướu - tác nhân gây bệnh bụi phổi (asbestosis), u trung biểu mô (mesothelioma), xơ cứng màng phổi (Pleural plaques), ung thư phổi hay ung thư màng phổi. Hiện nay, các khu mỏ khai thác amphibole trên thời giới hầu như đã bị đóng cửa hoàn toàn và chỉ còn một lượng rất nhỏ các sản phẩm chứa amphibole được sử dụng tại các nước đang phát triển. Ở Việt Nam, chỉ amiang trắng (sợi chrysotile) được phép nhập khẩu và sử dụng để sản xuất chủ yếu tấm lợp fibro xi măng.
Trong danh mục các chất gây độc hàng đầu (CERCLA) do cơ quan thống kê các chất độc và bệnh do chúng gây ra (ATSDR) của Hoa Kỳ công bố vào năm 2007 thì amiang amphibole xếp thứ 92, chrysotile xếp thứ 119. Trong danh mục các loại thuốc trừ sâu độc hại và hóa chất công nghiệp bị cấm buôn bán hoặc hạn chế về vận chuyển bằng đường biển của Công ước Rotterdam cho đến năm 2008 không có chrysotile.
Từ những năm 1983, Cộng đồng châu Âu (EU) đã ban hành hàng loạt các chỉ thị, quy định cụ thể mang tính pháp lý đối với việc sản xuất và sử dụng amiăng. Tổ chức Lao động Thế giới (ILO) cũng đã ban hành Công ước 162 có hiệu lực từ ngày 16/06/1968. Các văn bản nêu trên đều thống nhất cấm hoàn toàn việc sử dụng amiăng nhóm amphibole và cho phép sử dụng có kiểm soát amiăng chrysotile với quy định cụ thể như: cấm sử dụng amiăng chrysotile theo cách phun sương, quy định nồng độ bụi chrysotile cho phép trong môi trường sản xuất, yêu cầu các chủ cơ sở sản xuất phải tiến hành các biện pháp bảo vệ công nhân tránh những rủi ro do tiếp xúc với amiăng chrysotile (trang thiết bị bảo hộ lao động theo đúng tiêu chuẩn, theo dõi sức khỏe định kỳ cho công nhân...)
Theo quy chế Liên minh châu Âu số 1907/2006 (REACH), việc tiếp thị và sử dụng chrysotile (amiăng trắng) và các sản phẩm có chứa chrysotile, bị cấm tuyệt đối ở Châu Âu.
Phần lớn các nước có sử dụng amiăng chrysotile đều có quy định nồng độ bụi cho phép. Cụ thể như Mỹ quy định nồng độ bụi amiăng chrysotile là 0,1 sợi/cm3 không khí. Canada là 1,0 sợi/cm3. Các nước EU là từ 0,15 sợi/cm3 đến 0,5 sợi/cm3. Các nước trong khối ASEAN như Philippine là 2,0 sợi/cm3. Indonesia là 1,0 sợi/cm3. Thái Lan là 5,0 sợi/cm3. Việt Nam là 1,0 sợi/cm3.
Tuy nhiên, hiện trạng môi trường lao động ở rất nhiều cơ sở sản xuất tấm lợp fibro xi măng tại Việt Nam đang ở mức báo động. Trong dây chuyền sản xuất tấm AC, công đoạn chuẩn bị nguyên liệu, trộn và phối liệu như nghiền và nạp amiang chrysotile, nạp xi măng thường sinh ra rất nhiều bụi gây ô nhiễm môi trường không khí. Song phần lớn các cơ sở vẫn thực hiện các động tác rất thủ công và không trang bị đầy đủ các bộ phận hút và lọc bui.
Ngược lại, nhiều nhà máy đã tích cực đầu tư cải tạo thiết bị theo hướng tự động hóa trong buồng kín giảm tải việc phát sinh bụi. Việc chú trọng xử lý theo hướng thu gom, tái sử dụng chất thải, kể cả bụi amiăng chrysotile cũng hạn chế tối đa vấn đề ô nhiễm môi trường. Ngoài ra, trồng cây xanh, thảm cỏ, vệ sinh công nghiệp khu vực nhà xưởng của các công ty đã được Sở Tài nguyên – Môi trường các địa phương công nhận đạt tiêu chuẩn Môi trường Việt Nam.
Kết quả khám bệnh và chụp phim hàng năm thuộc chương trình Khám bệnh nghề nghiệp của Bệnh viện Xây dựng trong hơn 10 năm, từ năm 2008, cho tất cả công nhân ngành sản xuất tấm lợp amiang xi măng (khoảng 5.000 người lao động) không phát hiện các tổn thương liên quan đến amiang chrysotile.

## Tham chiếu
1. ↑  "Chrysotile Mineral Data". Truy cập ngày 22 tháng 1 năm 2010.
2. ↑  "Ứng dụng amiăng trắng - Trang web chính thức của Hiệp hội Tấm lợp Việt Nam". chrysotile.vn.
3. ↑  "Hồ sơ Quốc gia về Amiăng 2009 - 2011 - Sự thật amiang trắng". suthatamiangtrang.vn.
4. ↑  "Sự thật về amiăng trắng - Trang web chính thức của Hiệp hội Tấm lợp Việt Nam". Chrysotile.vn.
5. ↑  "Câu chuyện của ngành tấm lợp fibro xi măng sau 60 năm sát cánh cùng bà con".
6. ↑  Quyết định 121/2008/QĐ - TTG ban hành ngày 29/08/2008 về việc phê duyệt quy hoạch tổng thể phát triển ngành công nghiệp vật liệu xây dựng Việt Nam đến năm 2020, điểm đ, khoản 3, điều 1
7. ↑  Amtsblatt der Europäischen Union, L 396 ngày  30 tháng 12 năm 2006 (PDF 1,8 MB; S. 129)
8. ↑  "Bệnh viện Xây dựng – Nghiên cứu Điều tra tỷ lệ tử vong tại Hà Giang giai đoạn 2010 – 2014". Chrysotile.vn.